# Bergfried

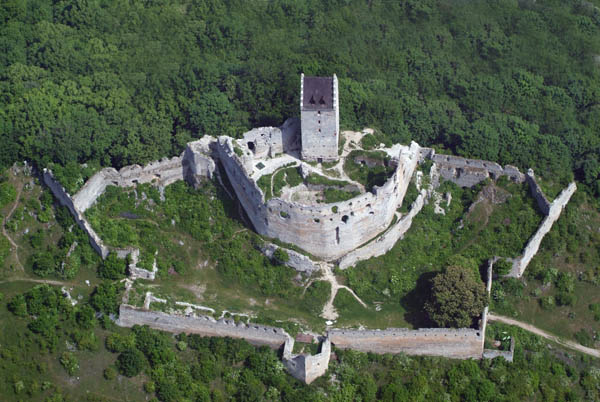
Le château de Topoľčany (Slovaquie). On voit la ligne de défense extérieure d'époque renaissance, l'enceinte intérieure médiévale et le bergfried au centre.

Un bergfried est une grande tour typique des châteaux médiévaux des terres d'Empire et de France méridionale.
Le mot bergfried ou berchfrit est proche du mot beffroi.
C'est une tour de défense. Elle se différencie des donjons des châteaux français ou anglais par le fait qu'elle ne contient pas de locaux d'habitation. De ce fait, elle pouvait être construite avec seulement des préoccupations de défense, avec par exemple des fenêtres peu nombreuses et de petite taille.
Pour un maximum de protection, le bergfried pouvait être dans une cour intérieure au centre du château. Ou au contraire, intégré au mur d'enceinte pour améliorer par sa puissance défensive la protection d'un point faible du château. Par exemple, le Marksburg (Rhénanie-Palatinat) présente un bergfried en son centre, alors que le Château du Katz (Rhénanie-Palatinat) dispose d'un bergfried en périphérie sur un point exposé.
Certains châteaux tels que le château de Münzenberg (en Hesse) et le château de Plesse (en Basse-Saxe) ont deux bergfrieds.
En dehors de l'Allemagne, les châteaux croisés de Montfort (Israël) et de Judin construits par les chevaliers Teutoniques ont des hautes tours comparables à des bergfrieds.
Le château d'Eynsford dans le Kent est un des rares exemples de châteaux anglais avec un bergfried comme élément central de la structure.

## Exemples

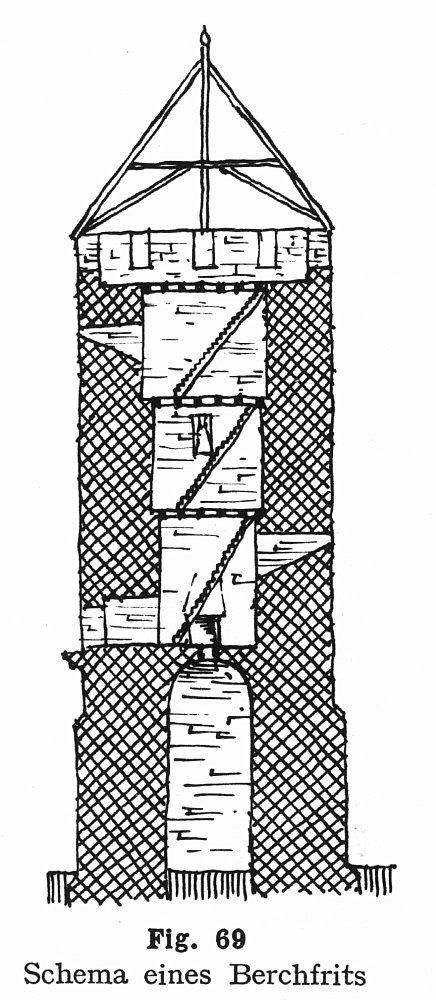
une coupe d'un bergfried typique, montrant les aménagements militaires et non pas d'habitation.
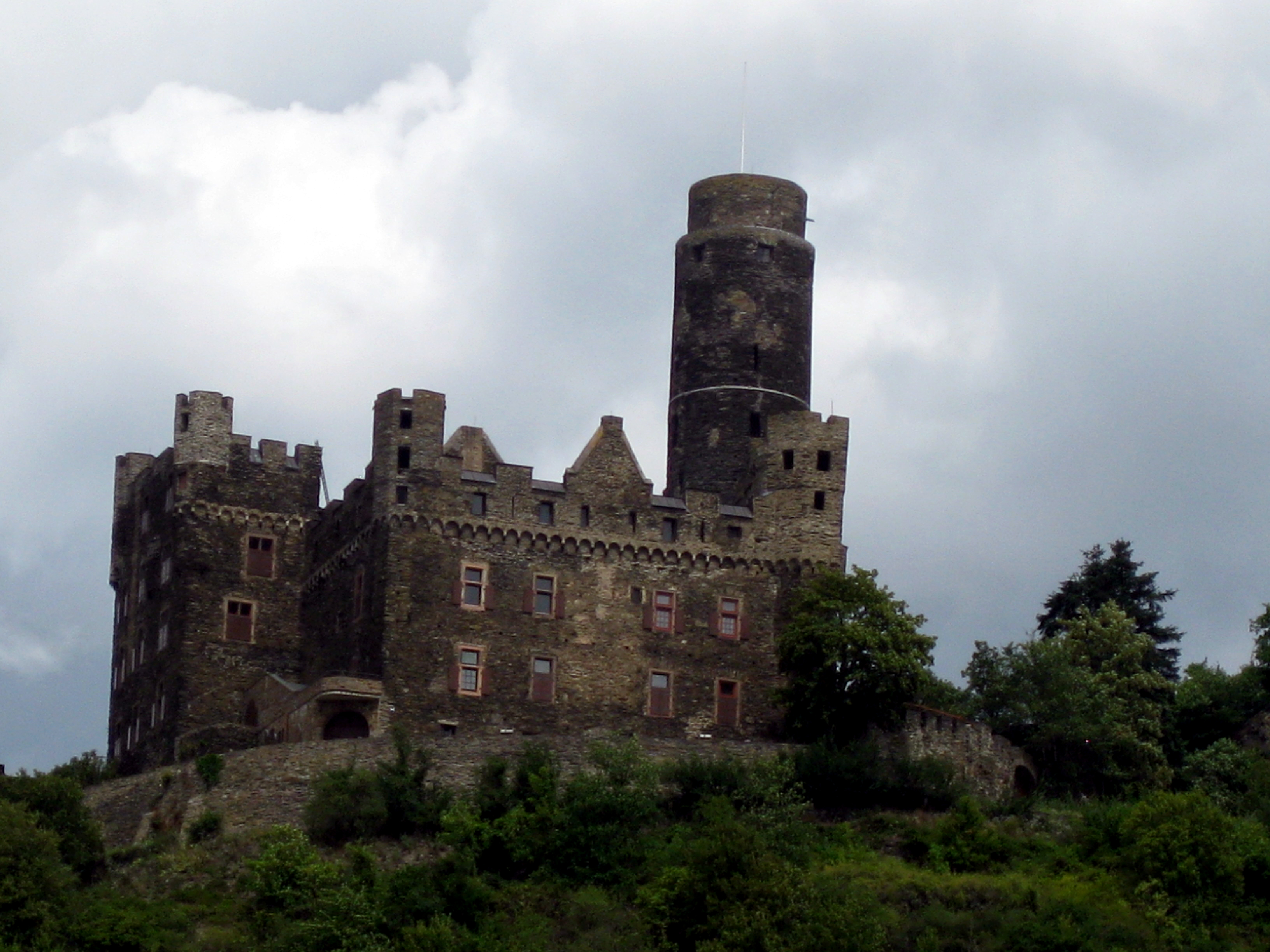
Le château de Maus (Rhénanie-Palatinat) avec son bergfried rond.
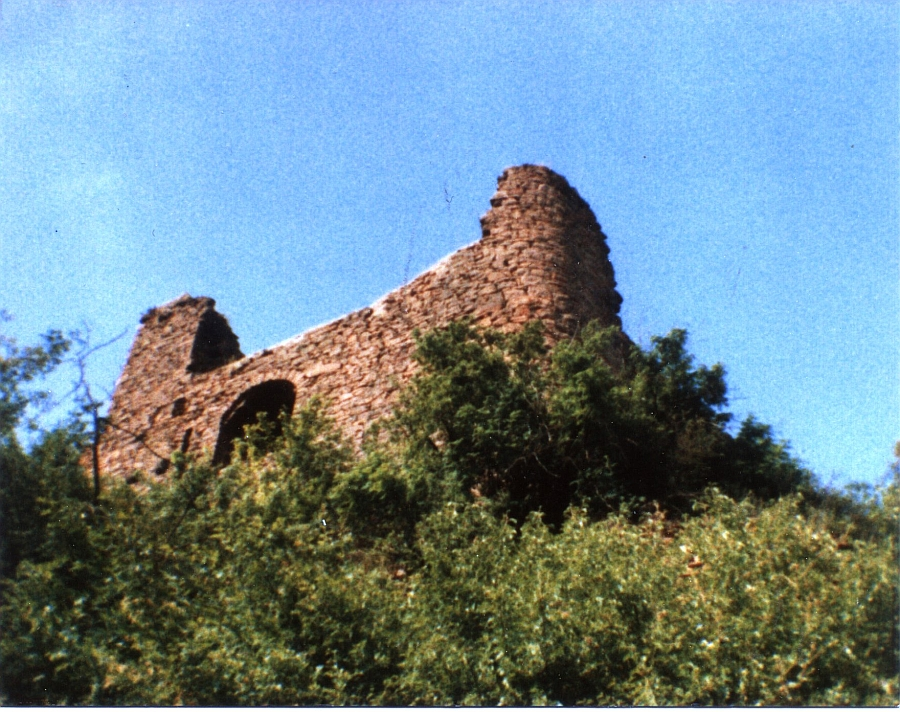
le château de Montfort (Israël).
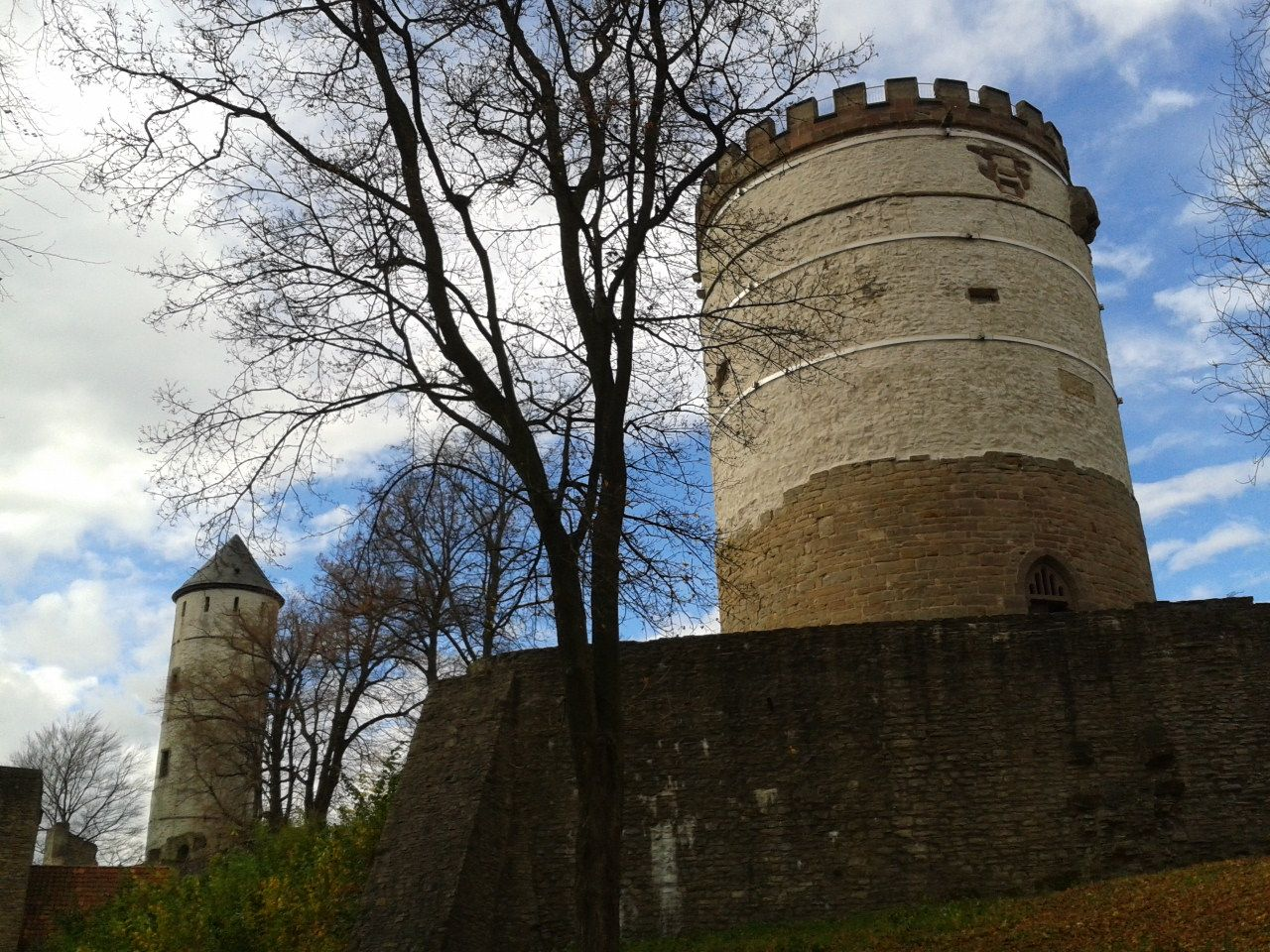
Le château de Plesse avec ses deux bergfrieds.
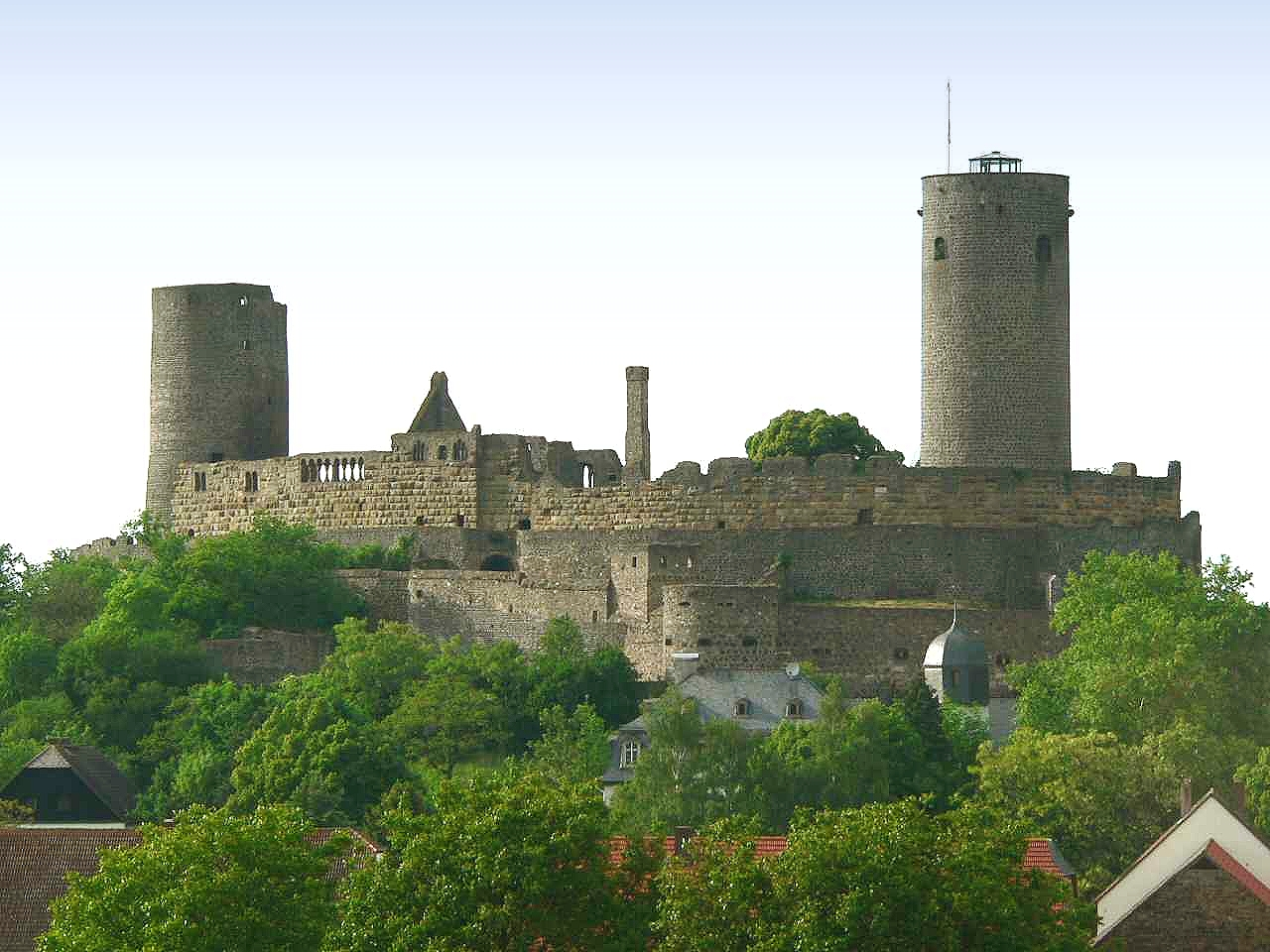
Le château de Münzenberg avec ses deux bergfrieds.
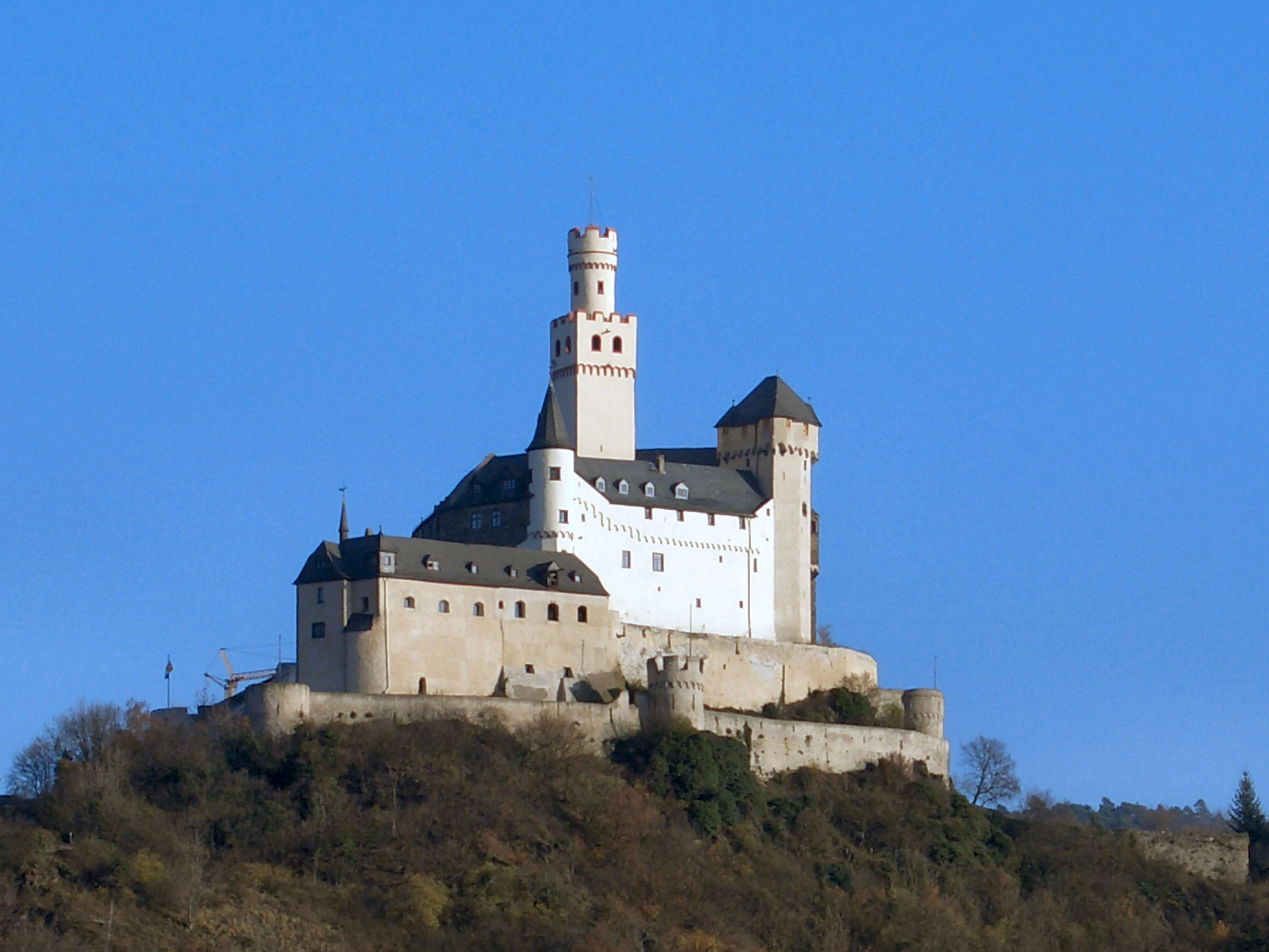
Le bergfried du Marksburg ronde avec une base carrée.
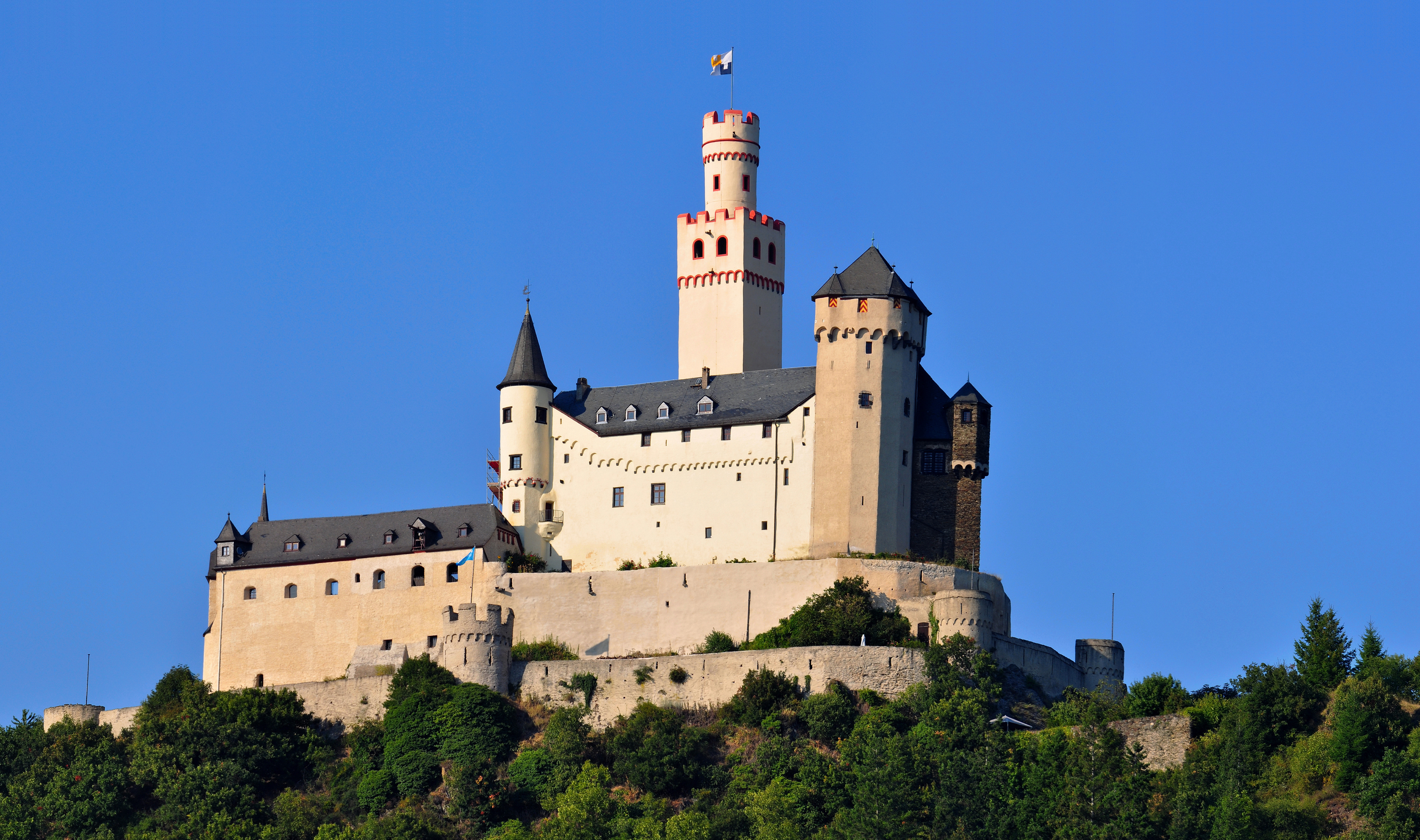
Une vue d'ensemble du Marksburg.
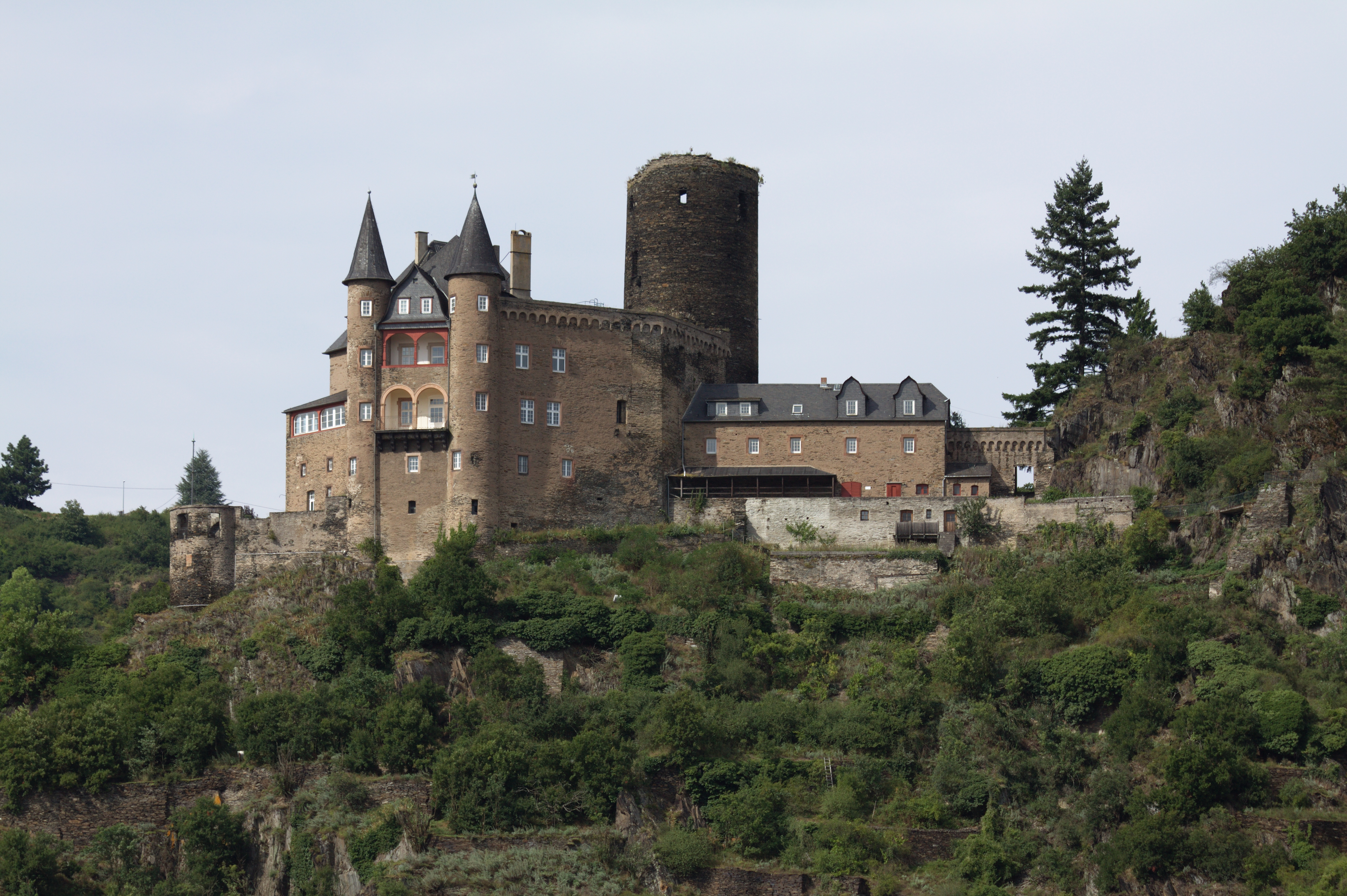
Une vue d'ensemble du château du Katz.
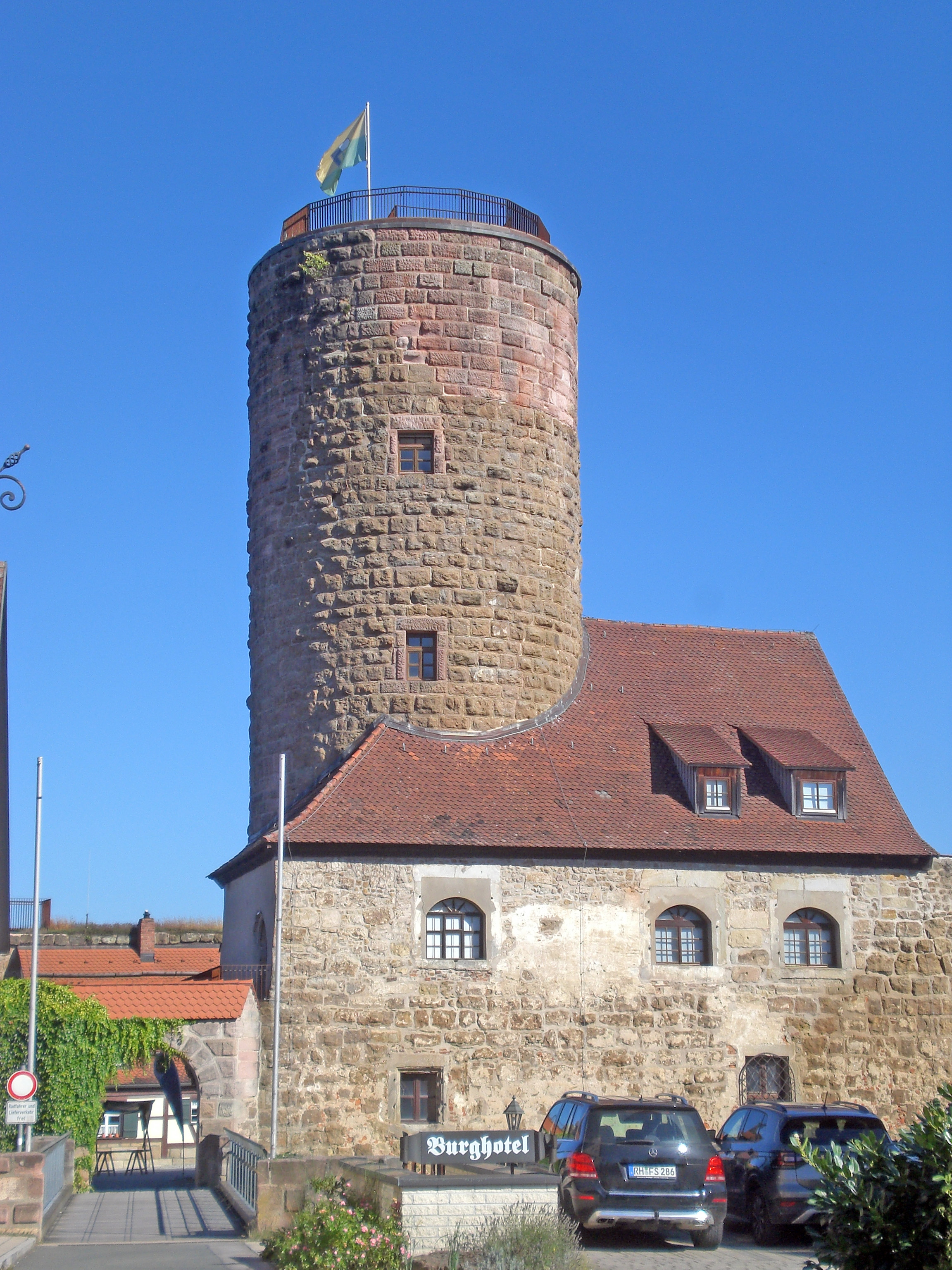
Le bergfried du château fort de Thann.